# Arevadasht
Arevadasht (in armeno Արևադաշտ?) è un comune dell'Armenia di 351 abitanti (2009) della provincia di Armavir.